# Высадка в Писагуа
Высадка в Писагуа (исп. Desembarco y combate de Pisagua) — десантная операция чилийских войск с транспортных кораблей в порту Писагуа 2 ноября 1879 года во время Второй тихоокеанской войны.
Идея вторжения в регион Тарапака, чтобы заставить Перу разорвать договор о союзе с Боливией и получить гарантии выплаты военных контрибуций, была у чилийского правительства с момента объявления войны 5 апреля. В течение шести месяцев перуанский флот препятствовал транспортировке по морю чилийских подкреплений и боеприпасов, а отсутствие снабжения остановило чилийские войска в Антофагасте. Обеим армиям удалось во время морской кампании сконцентрировать перуанские войска в Арике и Икике и чилийские — в Антофагасте.
После того, как ВМС Перу в битве при Ангамосе потеряли монитор «Уаскар», чилийское командование решило начать наземную кампанию с вторжения в департамент Тарапака. Однако нехватка боеприпасов не позволила отдать приказ о высадке раньше, как того хотелось общественному мнению и правительству. Северный десант из 4890 человек пехоты и артиллерии должен был высадиться в Писагуа, установить плацдарм и начать подъем на более высокое плато; 2175 человек были отправлены в Хунин, расположенный южнее, а около 2500 остались в резерве флота.
Гарнизон союзников в Писагуа был сформирован из боливийской артиллерии и пехоты, общей численностью около 1000 человек. Кроме того, было 200 перуанских солдат под командованием Исаака Рекаваррена.

Карта-схема высадки.

В 5 часов утра 2 ноября к побережью у Писагуа подошли 19 чилийских кораблей. В 7 часов утра броненосный фрегат Альмиранте Кокрейн и корвет О'Хиггинс начали обстрел южной береговой батареи (одна 100-фунтовая пушка), а канонерская лодка Магалланес и шхуна Ковадонга — северной, также вооруженной 100-фунтовой пушкой. Северная батарея сумела выстрелить только один раз и была подавлена. Южная батарея дольше поддерживала огонь, но в конечном итоге была выведена из строя чилийской морской артиллерией. Вскоре после этого в двух километрах от берега чилийские войска начали посадку на десантные катера.
В 10:30 началась высадка четырёх рот (около 450 человек), которые сразу же попали под плотный огонь защитников. В поддержку высадки флот снова открыл огонь, на этот раз над железнодорожной станцией в Альто-Осписио. Тем временем чилийские войска первой волны выдержали 45 минут шквального огня, пока вторая волна (остальная часть батальона плюс три роты) не высадилась в 11:00. Чилийцы нанесли удар по Плайя-Бланке и Калета-Гуатас, выбив защитников, которые бежали в Альто-Осписио, постоянно обстреливаемые. Войска союзников укрылись за мешками с селитрой и углем, которые из-за стрельбы начали гореть. Образовавшийся густой дым накрыл высадку чилийской третьей волны. Когда боливийские войска начали отступать к железнодорожной станции в Альто-Осписио, их товарищи на берегу также были вынуждены отступить.
Когда чилийский командир второй дивизии Луис Хосе Ортис прибыл на берег, начался главный штурм высокого плато. Чилийской пехоте потребовалось два часа, чтобы подняться по склону, так как подъем по крутой местности был очень затруднен при сильной обороне союзников на этом участке. Однако, в конце концов, атакующие достигли вершины и вступили в бой с союзниками, сломив всякое сопротивление и вынудив их оставить свои позиции и отойти на север.
В 14:00 на близлежащем пляже Хунин, южнее Писагуа, при незначительном сопротивлении противника высадились два батальона и полк. Последовательная высадка войск позволила окончательно взять высоты с захватом Альто-Осписио.
В чилийской армии было 56 убитых и 124 раненых. Потери союзников (боливийцев и перуанцев) составили более 200 человек убитыми и ранеными. Эта успешная десантная операция предоставила чилийским войскам порт, где они могли высадить войска, оружие и боеприпасы. Чилийские силы дислоцировались в Альто-Осписио, и должна была начаться кампания в Тарапаке.